# Apistogramma urteagai
L'Apistogramma urteagai és una espècie de peix de la família dels cíclids i de l'ordre dels perciformes.

## Morfologia
Els mascles poden assolir els 4,1 cm de longitud total.

## Distribució geogràfica
Es troba a Sud-amèrica, a la conca del riu Amazones.